# Pararaphidoglossa subtruncatula
Pararaphidoglossa subtruncatula är en stekelart som beskrevs av Giordani Soika 1978. Pararaphidoglossa subtruncatula ingår i släktet Pararaphidoglossa och familjen Eumenidae. Inga underarter finns listade i Catalogue of Life.